# Nyi Ageng Serang

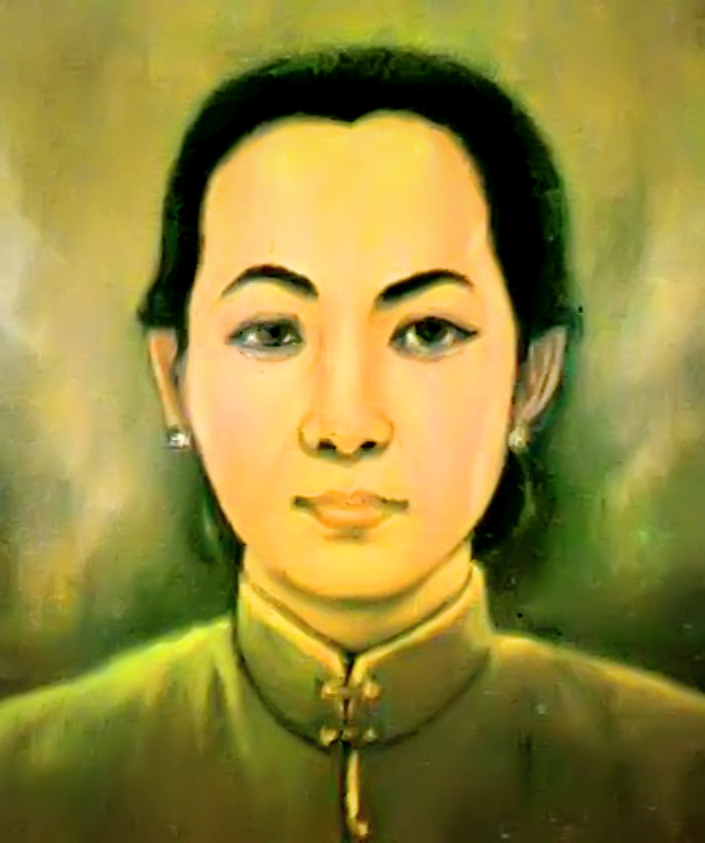
Nyi Ageng Serang

Raden Ajeng Kustiyah Wulaningish Retno Edhi (1752–1838), beter bekend als Nyi Ageng Serang, was een Javaanse verzetsstrijder tegen het Nederlandse koloniale bestuur in Nederlands-Indië.

## Biografie
Nyi Ageng Serang werd  geboren met de naam Raden Ajeng Kustiyah Wulaningish Retno Edhi in Serang, 40 kilometer ten noorden van Surakarta (Midden-Java), in 1752. Haar vader was Pangeran Natapraja (ook bekend als Panembahan Serang), een heerser van Serang en Pangeran Mangkubumi's oorlogsaanvoerder. Zij was ook een afstammeling van Sunan Kalijaga. De naam Nyi Ageng Serang werd haar gegeven nadat haar vader overleed door ziekte en zij zijn positie overnam.
Zij hielp haar vader te vechten tegen de Nederlandse koloniale regering in Nederlands-Indië, die hen aanviel omdat haar vader nog steeds troepen had, in strijd met het Verdrag van Giyanti. Na de strijd werd zij gearresteerd en naar Yogyakarta gevoerd. Daarna werd ze teruggestuurd naar Serang.
Aan het begin van de Java-oorlog in 1825 voerde de 73 jaar oude Nyi Ageng Serang de strijdmacht aan vanaf een stretcher om Pangeran Diponegoro te helpen vechten tegen de Nederlanders. Gedurende de oorlog werd zij vergezeld door haar schoonzoon, Raden Mas Pak-pak. Zij werd ook oorlogsadviseur. Zij vocht in verscheidene gebieden, inclusief Purwodadi, Demak, Semarang, Juwana, Kudus en Rembang. Ze was ook aangesteld om het gebied van de Prambanan te beschermen tegen de Nederlanders. Een van haar bekendste strategieën was het gebruik van lumbu (groene tarobladeren) als vermomming. Haar manschappen maakten de lumbu vast aan palen om te lijken op een taroboomgaard. Zij stopte met vechten na drie jaar, hoewel haar schoonzoon de strijd voortzette. Ondanks haar strijd tegen de Nederlanders gaven zij haar begin 1833 een toelage van honderd gulden per maand.
Zij overleed in Yogyakarta in 1838. Haar lichaam werd begraven in Beku, Kulon Progo, Yogyakarta.

## Eerbetoon
Nyi Ageng Serang werd op 13 december 1974 geëerd met de titel Nationale held van Indonesië (presidentiele beslissing nummer 084/TK/1974). Het gebouw van het Bureau voor Cultuur en Musea (Dinas Kebudayaan dan Permuseuman) in Zuid-Jakarta is naar haar vernoemd.
Ook een van haar kleinzoons, Raden Mas Soewardi Soerjaningrat werd geëerd met de titel Nationale Held van Indonesië.